# Alfredo Rojas (Fußballspieler, 1937)
Alfredo Hugo Rojas Delinge (* 20. Februar 1937 in Lanús; † 16. Juni 2023) war ein argentinischer Fußballspieler und -trainer. Er nahm mit der Nationalmannschaft seines Heimatlandes an den Fußball-Weltmeisterschaften 1958 und 1966 teil.

## Spielerkarriere

### Vereinskarriere

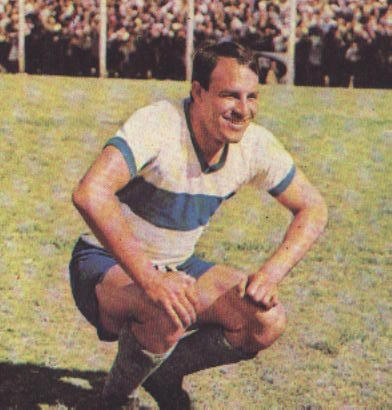
Alfredo Rojas im Trikot von Gimnasia y Esgrima de La Plata

Alfredo Rojas begann seine fußballerische Laufbahn bei CA Lanús in seiner Heimatstadt. Als er 1958 an der Fußball-Weltmeisterschaft in Schweden teilnahm, fiel er dem spanischen Erstligisten Celta Vigo auf. Die Nordspanier verpflichteten ihn dann. Nach dem Abstieg von Celta Vigo aus der Primera División 1959 verließ er den Verein und schloss sich Betis Sevilla an. Bei dem Verein aus Andalusien blieb er bis ins Jahr 1961, ehe er in seine Heimat zurückkehrte und sich River Plate aus Buenos Aires anschloss. Nach nur drei Spielen verließ er den Verein wieder und ging zu Gimnasia y Esgrima de La Plata. Dort avancierte er zum Stammspieler und erzielte gleich in seiner ersten Saison siebzehn Saisontore, während sein Verein Dritter hinter den Boca Juniors und River Plate wurde. Alfredo Rojas blieb noch zwei weitere Jahre in La Plata, bevor er 1964 in die Hauptstadt zu den Boca Juniors wechselte. Mit dem Verein aus dem Arbeiterviertel La Boca gewann Rojas 1965 seine erste nationale Meisterschaft, als man mit einem Punkt Vorsprung vor River Plate den ersten Platz in der Primera División belegte. Dieser Titelgewinn bildete auch den einzigen in seiner gesamten Karriere. Nach vier Jahren und 102 Ligaspielen (46 Tore) für Boca Juniors wechselte er erneut den Verein und ging nach Chile zum Hauptstadtverein CD Universidad Católica, wo er 1969 seine Karriere im Alter von 32 Jahren beendete.

### Nationalmannschaft
In der argentinischen Fußballnationalmannschaft wurde Alfredo Rojas zwischen 1958 und 1967 fünfzehn Mal eingesetzt. Von Argentiniens Nationaltrainer Guillermo Stábile, selbst 1930 Finalteilnehmer und Torschützenkönig der ersten Fußball-Weltmeisterschaft, wurde Rojas ins Aufgebot der Südamerikaner für die Fußball-Weltmeisterschaft 1958 in Schweden berufen. Bei dem Turnier wurde er nur in einem von drei Spielen seiner Mannschaft eingesetzt, und zwar im ersten Gruppenspiel gegen Deutschland (1:3). Argentinien scheiterte bei der Weltmeisterschaft bereits in der Vorrunde nach nur einem Sieg gegen Nordirland und zwei Niederlagen gegen Deutschland und die Tschechoslowakei (1:6). Nachdem Alfredo Rojas für die Weltmeisterschaft 1962 in Chile nicht nominiert worden war, stand er beim Weltchampionat 1966 in England wieder im Aufgebot der Argentinier. Nationaltrainer Juan Carlos Lorenzo setzte ihn jedoch nicht ein, während Argentinien das Viertelfinale erreichte und erst dort am späteren Weltmeister England mit 0:1 scheiterte.

## Trainerlaufbahn
Nah der aktiven Karriere war Rojas als Trainer tätig. 1977 war er Trainer beim chilenischen Klub Santiago Wanderers. In Venezuela betreute er in dieser Funktion den Portuguesa FC.